# 土屋ホーム
株式会社土屋ホーム（つちやホーム、英: Tsuchiya Co., Ltd.）は、北海道札幌市に本社を置く住宅メーカー。株式会社土屋ホールディングス（つちやホールディングス、英: TSUCHIYA HOLDINGS CO.,LTD.）の子会社。

## 概要
外断熱工法の住宅を専門に、北海道・東北・首都圏・北陸・甲信を中心に注文住宅の販売・施工を行っている。
土屋ホールディングスは北海道リート投資法人のスポンサーの一社である。

## 沿革
- 1969年6月12日 - 土屋商事を創業。
- 1972年4月 - 有限会社丸三土屋商事を株式会社丸三土屋商事に改組。
- 1976年9月 - 株式会社丸三土屋建設を設立。
- 1977年9月 - 北海道マイホームセンターへ第一号モデルハウス出展。
- 1978年10月 - 苫小牧支店を開設し、支店展開開始。
- 1979年12月 - 小樽、千歳支店開設。 北海道知事から宅地建物取引業者の免許を取得、土地の仲介、売買の業務を拡張。
- 1980年7月 - 商号を株式会社丸三土屋商事から株式会社住宅流通センターに変更。
- 1981年9月 - 札幌市内に札幌豊平、札幌南、札幌東の3支店開設。
- 1982年6月 - 株式会社土屋ホームトピア設立。
- 1982年8月 - 株式会社土屋ホームに社名変更。商号を株式会社住宅流通センターから株式会社土屋住宅流通に変更。
- 1984年2月 - 全国省エネルギー住宅コンクールにおいて、「ザ・サッポロ」が全国第1位建設大臣賞受賞。
- 1985年6月 - 株式会社土屋システム住宅設立。
- 1986年10月 - 株式会社土屋ツーバイホーム設立。
- 1988年5月 - 建設大臣から宅地建物取引業者の免許取得。
- 1989年10月 - （財）ノーマライゼーション住宅財団設立。
- 1989年11月 - 株式会社土屋住宅流通及び株式会社土屋システム住宅の2社を吸収合併。株式会社トップハウジングシステム設立。
- 1991年12月 - 旭川に自社ビル竣工、総延床面積4,340m2。
- 1993年8月 - 株式を店頭公開。
- 1996年8月 - 東京証券取引所2部、札幌証券取引所に上場。
- 2008年11月1日 - 持株会社化により、株式会社土屋ホールディングスに社名変更。
- 2009年10月 - 「株式会社ホームトピア」から「株式会社土屋ホームトピア」へ商号変更。
- 2012年6月 - さとらんど隣接地メガソーラー設置運営事業者に選定[6]。
- 2012年11月1日 - 株式会社土屋ホームが株式会社土屋ツーバイホームを合併[7]。
- 2014年11月1日 - 株式会社土屋ホームが株式会社土屋ホーム東北を合併[8]。
- 2015年11月1日 - 株式会社土屋ホームが株式会社アーキテクノを合併[9]。
- 2018年2月 - 株式会社土屋ホーム不動産設立。
- 2019年6月 - 土屋グループ創業50周年。

## 土屋ホームスキー部
オリンピック選手を多数輩出するなど、国内でも名門の実業団チームである。
所属選手
- スキージャンプ
  - 葛西紀明 - 選手兼任監督として雇用されて支援を受けている[11][リンク切れ]。
  - 伊藤有希
  - 竹花大松
  - 小林龍尚

コーチ
- マテアシュ・ズパン

かつての所属選手
- スキージャンプ
  - 高野鉄平（退社後日本空調サービスに移籍→引退）
  - 伊東大貴（現雪印メグミルクスキー部コーチ）
  - 伊藤謙司郎（退社後雪印メグミルクスキー部に移籍→引退）
  - 伊藤将充（引退、社業）
  - 千田侑也（引退、社業→独立起業）
  - 吉岡和也（引退）
  - 高橋大斗（引退）
  - 岸本誉（引退）
  - 仲村和博（引退）
  - 小林陵侑（プロ転向）

## 提供番組

### 現在
- スッキリ!!（STV・毎週木曜日8:30頃 - 9:00頃）
- ズームイン!!サタデー（STV・毎週土曜日6:28 - 6時45分頃）
- スーパーJチャンネル（HTB『イチオシ!!』内・毎週木曜日16:53 - 17:54）
- めざましテレビ（UHB・毎週月曜日7:25 - 7:45頃）
- 多恵子の今夜もふたり言（HBCラジオ・毎週日曜日21:00 - 21:30）

※テレビCMでは同社社員のスキー選手・葛西紀明を起用したCMと、グループ会社・土屋ホームトピアの「道民の住まいお困り解決センター」のCMが放送されているため、事実上土屋グループとして提供。

### 過去
- 北、再発見（STV、日曜日7:30 - 8:00→10:55 - 11:25）
- アタックヤング（STVラジオ・毎日24:10 - 24:20頃の枠で「ミッドナイトホームルーム イェイ!」コーナーを1990年頃に提供していた）
- ほっかいどう百年物語（STVラジオ・毎週日曜日17:00 - 17:30）

## グループ企業
- 株式会社土屋ホーム
- 株式会社土屋ホーム不動産
- 株式会社土屋ホームトピア[12]
- 公益財団法人ノーマライゼーション住宅財団[13]

## 土屋アーキテクチュアカレッジ
土屋アーキテクチュアカレッジは、土屋ホームグループの大工職を育成するため、1991年（平成3年）に大工養成施設として開校した認定職業訓練施設。訓練科は木造建築科、訓練期間は1年間、全寮制である。所在地は、北海道北広島市大曲工業団地5丁目1-3である. 訓練生は、給与を支給されながら人格形成と技能習得を行う。
カレッジ修了後は、関連会社のアーキテクノ（2015年11月に土屋ホームへ吸収合併）の出向社員となって見習いとして現場で実習（2年間）を行った後にアーキテクノに転籍し、棟梁の下本格的建築大工の技術を修練するという形式である。